# Liste der Städte- und Gemeindeordnungen im 19. Jahrhundert in Deutschland
Die folgenden Städte- und Gemeindeordnungen beendeten im 19. Jahrhundert in Deutschland und Österreich die Organisationsform der Altgemeinden und beteiligten alle Einwohner einer Gemeinde an deren Verwaltung:

## Österreich
- u. a. Reichsgemeindegesetz von 1862

## Preußen
- Preußische Städteordnung von 1808

- Preußische revidierte Städteordnung von 1831
- Westfälische Landgemeindeordnung von 1841
- Gemeindeordnung für die Rheinprovinz von 1845
- Preußische Gemeindeordnung von 1850
- Städteordnung für die östlichen Provinzen Preußens von 1853
- Rheinische Städteordnung von 1856
- Westfälische Städteordnung von 1856
- Schleswig-holsteinische Städteordnung von 1869
- Kreisordnung für die Provinzen Ost- und Westpreußen, Brandenburg, Pommern, Schlesien und Sachsen von 1881
- Landgemeindeordnung für die sieben östlichen Provinzen 1891

## Bayern
- Bayrisches Erstes Gemeindeedikt von 1808
- Bayrisches Zweites Gemeindeedikt von 1818

## Hannover
- Hannoversche Städteordnung von 1851

## Württemberg
- Württembergisches Gemeindeedikt von 1822

## Baden
- Badisches Gemeindegesetz von 1831

## Sachsen
- Sächsische Städteordnung von 1832
- Sächsische Landgemeindeordnung von 1838

## Weitere deutsche Staaten
- Landgemeindeordnung für das Herzogtum Oldenburg von 1831

- Städteordnung für das Großherzogtum Hessen von 1874
- Landgemeindeordnung für das Großherzogtum Hessen von 1874
- Gemeindeordnung des Großherzogtums Sachsen-Weimar-Eisenach von 1850
- Gemeindeordnung des Großherzogtums Sachsen-Weimar-Eisenach von 1854
- Stadt- und Land-Gemeinde-Ordnung des Fürstentums Lippe von 1843
- Gemeindeordnung des Fürstentums Reuß jüngere Linie von 1851